# Гайленд (Юта)
Гайленд (англ. Highland) — місто (англ. city) в США, в окрузі Юта штату Юта. Населення — 19 348 осіб (2020).

## Географія
Гайленд розташований за координатами 40°25′37″ пн. ш. 111°47′44″ зх. д. / 40.42694° пн. ш. 111.79556° зх. д. (40.427062, -111.795474).  За даними Бюро перепису населення США в 2010 році місто мало площу 22,07 км², уся площа — суходіл.

## Демографія
Згідно з переписом 2010 року, у місті мешкали 15 523 особи в 3547 домогосподарствах у складі 3355 родин. Густота населення становила 703 особи/км².  Було 3675 помешкань (167/км²).
Расовий склад населення:
| - 95,9 % — білих - 0,7 % — вихідців з тихоокеанських островів - 0,7 % — азіатів - 0,5 % — чорних або афроамериканців - 0,2 % — корінних американців |

До двох чи більше рас належало 1,5 %. Частка іспаномовних становила 2,8 % від усіх жителів.
За віковим діапазоном населення розподілялося таким чином: 44,4 % — особи молодші 18 років, 50,4 % — особи у віці 18—64 років, 5,2 % — особи у віці 65 років та старші. Медіана віку мешканця становила 21,9 року. На 100 осіб жіночої статі у місті припадало 103,4 чоловіків;  на 100 жінок у віці від 18 років та старших — 101,3 чоловіків також старших 18 років.
Середній дохід на одне домашнє господарство  становив 144 798 доларів США (медіана — 116 971), а середній дохід на одну сім'ю — 146 521 долар (медіана — 119 398). Медіана доходів становила 102 123 долари для чоловіків та 39 209 доларів для жінок. За межею бідності перебувало 3,2 % осіб, у тому числі 3,8 % дітей у віці до 18 років та 3,6 % осіб у віці 65 років та старших.
Цивільне працевлаштоване населення становило 6356 осіб. Основні галузі зайнятості: освіта, охорона здоров'я та соціальна допомога — 21,7 %, науковці, спеціалісти, менеджери — 14,6 %, роздрібна торгівля — 13,0 %.